# Kincaid (Illinois)
Kincaid és una població dels Estats Units a l'estat d'Illinois. Segons el cens del 2000 tenia 1.441 habitants.

## Demografia
Segons el cens del 2000, Kincaid tenia 1.441 habitants, 600 habitatges, i 400 famílies. La densitat de població era de 897,4 habitants/km².
Dels 600 habitatges en un 29,5% hi vivien nens de menys de 18 anys, en un 51,5% hi vivien parelles casades, en un 10,3% dones solteres, i en un 33,3% no eren unitats familiars. En el 29,8% dels habitatges hi vivien persones soles el 16% de les quals corresponia a persones de 65 anys o més que vivien soles. El nombre mitjà de persones vivint en cada habitatge era de 2,4 i el nombre mitjà de persones que vivien en cada família era de 2,95.
Per edats la població es repartia de la següent manera: un 26% tenia menys de 18 anys, un 8,6% entre 18 i 24, un 28,9% entre 25 i 44, un 21,3% de 45 a 60 i un 15,1% 65 anys o més.
L'edat mediana era de 36 anys. Per cada 100 dones de 18 o més anys hi havia 88,7 homes.
La renda mediana per habitatge era de 35.403 $ i la renda mediana per família de 40.590 $. Els homes tenien una renda mediana de 31.594 $ mentre que les dones 23.313 $. La renda per capita de la població era de 16.553 $. Aproximadament el 10,1% de les famílies i el 10,5% de la població estaven per davall del llindar de pobresa.

## Poblacions més properes
El següent diagrama mostra les poblacions més properes.